# Camillo Mastrocinque
Camillo Mastrocinque (11 de mayo de 1901 – 23 de abril de 1969) fue un director, guionista y actor cinematográfico y televisivo de nacionalidad italiana.

## Biografía
Nacido en Roma, Italia, siendo joven ya se sintió atraído por el cine. Vivió un tiempo en Francia, donde trabajó como escenógrafo, volviendo a Italia como ayudante de dirección. Su debut tras las cámaras se produjo en 1937 con Regina della Scala, y a partir de entonces dirigió 68 películas, predominantemente del género cómico.
A lo largo de su carrera dirigió a muchos de los más brillantes actores italianos, entre ellos Renato Rascel (Attanasio cavallo vanesio en 1952 y Alvaro piuttosto corsaro en 1953); Totò (Siamo uomini o caporali? y Totò all'inferno, ambas de 1955, Totò, Peppino e... la malafemmina en 1956, Totò lascia o raddoppia? en 1958 y Tototruffa 62 en 1961); Vittorio De Sica (Totò, Vittorio e la dottoressa en 1957 y Vacanze d'inverno, de 1959, interpretada también por Alberto Sordi); Nino Manfredi y Ugo Tognazzi (I motorizzati, de 1964), y finalmente Walter Chiari (Quel fantasma di mio marito, de 1950 y La più bella coppia del mondo, de 1968).
Además de su trabajo como director y guionista, en cuatro ocasiones (Roma città libera, 1946, de Marcello Pagliero; In nome della legge, 1949, de Pietro Germi; Gli imbroglioni, 1963, de Lucio Fulci; y Il corazziere, 1963, de Camillo Mastrocinque) trabajó como actor, utilizando el seudónimo de Thomas Miller.
Mastrocinque también intervino en televisión, dirigiendo la serie televisiva Stasera Fernandel en 1964 y Le avventure di Laura Storm al año siguiente.
Camillo Mastrocinque falleció en Roma en 1969. Fue enterrado en el Cementerio de Prima Porta, en Roma.

## Filmografía

### Guionista
| - Frutto acerbo, de Carlo Ludovico Bragaglia (1934) - Regina della Scala, de Camillo Mastrocinque y Guido Salvini (1936) - Voglio vivere con Letizia, de Camillo Mastrocinque (1937) - Validità giorni dieci, de Camillo Mastrocinque (1940) - Don Pasquale, de Camillo Mastrocinque (1940) - Ridi pagliaccio!, de Camillo Mastrocinque (1941) - I mariti - Tempesta d'amore, de Camillo Mastrocinque (1941) - Turbine, de Camillo Mastrocinque (1941) - Fedora, de Camillo Mastrocinque (1942) - La maschera e il volto, de Camillo Mastrocinque (1942) - La statua vivente, de Camillo Mastrocinque (1942) - Il cavaliere del sogno (Donizetti), de Camillo Mastrocinque (1946) - Sperduti nel buio, de Camillo Mastrocinque (1947) - L'uomo dal guanto grigio, de Camillo Mastrocinque (1948) | - Duello senza onore, de Camillo Mastrocinque (1949) - La cintura di castità, de Camillo Mastrocinque (1950) - Quel fantasma di mio marito, de Camillo Mastrocinque (1950) - Il peccato di Anna, de Camillo Mastrocinque (1952) - Attanasio cavallo vanesio, de Camillo Mastrocinque (1953) - Le vacanze del sor Clemente, de Camillo Mastrocinque (1954) - Totò all'inferno, de Camillo Mastrocinque (1954) - Napoli terra d'amore, de Camillo Mastrocinque (1954) - Siamo uomini o caporali?, de Camillo Mastrocinque (1955) - È arrivata la parigina, de Camillo Mastrocinque (1958) - Alvaro piuttosto corsaro, de Camillo Mastrocinque (1964) |

### Argumento
- Ridi pagliaccio!, de Camillo Mastrocinque (1941)
- Duello senza onore, de Camillo Mastrocinque (1949)
- Le vacanze del sor Clemente, de Camillo Mastrocinque (1954)

### Dirección televisiva
- Buon viaggio Paolo, comedia de Gaspare Cataldo, con Tino Bianchi, Anna Maria Alegiani y Laura Solari, emitida el 26 de febrero de 1954.
- Le avventure di Laura Storm, 8 episodios (1965–1966), con Lauretta Masiero, también argumento
  - Defilé per un delitto, (1965)
  - Diamanti a gogò, (1965)
  - Una bionda di troppo, (1965)
  - Un cappotto di mogano per Joe, (1965)
  - Il tredicesimo coltello, (1966)
  - I due volti della verità, (1966)
  - A carte scoperte, (1966)
  - Rapina in francobolli, (1966)
- Stasera Fernandel, 7 episodios (1968), también argumento
  - A me gli occhi, (1968)
  - La notte delle nozze, (1968)
  - Il frac, (1968)
  - Terrore al castello, (1968)
  - La bomba, (1968)
  - Una tranquilla villeggiatura, (1968)

### Actor
- Roma città libera, de Marcello Pagliero (1946)
- In nome della legge, de Pietro Germi (1949)
- Il corazziere, de Camillo Mastrocinque con el seudónimo de Thomas Miller (1960)
- Gli imbroglioni, de Lucio Fulci (1963)

### Ayudante de dirección
- Ne sois pas jalouse, de Augusto Genina (1932)
- Kiki, de Raffaello Matarazzo (1934)
- Le scarpe al sole, de Marco Elter (1935)
- La gondola delle chimere, de Augusto Genina (1936)
- Sette giorni all'altro mondo, de Mario Mattoli (1936)

### Escenografía
- Frutto acerbo, de Carlo Ludovico Bragaglia (1934)

### Montaje
- Le scarpe al sole, de Marco Elter (1935)

### Director artístico
- Ben-Hur, de Fred Niblo (1925)

### Colaboraciones
- I due barbieri, de Duilio Coletti (1937), director de algunas secuencias

## Premios y distinciones
Festival Internacional de Cine de Venecia
| Año  | Categoría            | Película    | Resultado |
| ---- | -------------------- | ----------- | --------- |
| 1941 | Coppa della Biennale | Los maridos | Ganador   |